# Piotr Wyrzykowski
Piotr Wyrzykowski (ur. 1968 w Gdańsku) – polski artysta współczesny, performer – wykorzystuje w swojej twórczości film wideo, performance wideo, internet, instalacje, projekcje wideo w przestrzeni publicznej.

## Życiorys
Studiował architekturę wnętrz (1989–1991) i malarstwo (1991–1995) w PWSSP (ASP) w Gdańsku. Uczęszczał także do Pracowni Intermedialnej prof. Witosława Czerwonki. W latach 90. aktywnie uczestniczył w gdańskim środowisku artystycznym, będąc członkiem grupy akcji i performance'u Ziemia Mindel-Würm (1990–1992), Stowarzyszenia Ludzi Aktywnych (1991–1992), prowadzącego galerię C-14; członkiem Fundacji Galerii Otwartej (1992–1993), prowadzącej Łaźnię Miejską oraz wicedyrektorem Fundacji Wyspa Progress (1993–1995). W 1995 roku został współzałożycielem i dyrektorem artystycznym grupy CUKT (Centralny Urząd Kultury Technicznej).
Mieszka i pracuje w Kijowie oraz Gdańsku.

## Wystawy
Wybrane wystawy indywidualne (do 2006 r.):
- 1990 „Warszawa – Gdańsk”, Galeria Wyspa, Gdańsk
- 1992 „Czysta energia” Galeria C-14, Gdańsk
- 1993 „Performance inauguracyjny”, Państwowa Galeria Sztuki, Sopot
- 1995 „Przysięga prezydenta” Klub Mózg, Bydgoszcz
- 1995 „Teleperformance” Galeria QQ, Kraków
- 1996 „Antywyborcza technodemonstracja”, Forty, Gdańsk (CUKT)
- 1999 „ Cyborg's sex manual 1.0”, Galeria Entropia, Wrocław
- 1999 „Prywatność akt III- David Everybody w wirtualnym performance"' Państwowa Galeria Sztuki, Sopot
- 1999 „Promocja”, Centrum Sztuki Współczesnej Zamek Ujazdowski, Warszawa
- 2000 „Biuro wyborcze Wiktorii Cukt” Muzeum Sztuki Łódź
- 2000 „Biuro wyborcze Wiktorii Cukt” Zachęta Państwowa Galeria Sztuki, Warszawa (CUKT)
- 2001 „Obrońcy”, Galeria RA, Kijów (we współpracy z Ilią Cziczkanem)
- 2002 „Obrońcy”, Centrum Sztuki Współczesnej „Łaźnia”, Gdańsk (we współpracy z Ilią Cziczkanem)
- 2003 „Developed body – Cyborg's manual – Hunting the posthuman”, Moma Theatre, Nowy Jork, Stany Zjednoczone
- 2006 „Polowanie na człowieka”, Centrum Sztuki Współczesnej Zamek Ujazdowski, Warszawa (w ramach cyklu W SAMYM CENTRUM UWAGI).

Wybrane wystawy zbiorowe (do 2007 r.):
- 1990 „Międzynarodowy festiwal performance”, Galeria Wyspa, Gdańsk
- 1993 „Sztuka – Miasto – Maszyna” Otwarte Atelier, Gdańsk
- 1993 „Eleonora w Tallinnie”, Dom Sztuki, Tallinn, Estonia
- 1994 „Ucho Beethovena”, Otwarte Atelier, Gdańsk
- 1994 „Kolekcja”, Galeria Wyspa, Gdańsk
- 1995 „Antyciała”, Centrum Sztuki Współczesnej Zamek Ujazdowski, Warszawa
- 1997 „Media art biennale WRO 97" Wrocław (CUKT)
- 1997 „Lab 6”, Centrum Sztuki Współczesnej Zamek Ujazdowski, Warszawa (CUKT)
- 1997 „Transformator emocji” Galeria Budapest, Budapeszt, Węgry
- 1997 „Nowe prądy w sztuce video”, Museum of Modern Art, Nowy Jork, Stany Zjednoczone
- 1998 „W tym szczególnym momencie”, Centrum Sztuki Współczesnej Zamek Ujazdowski, Warszawa
- 1999 „After the wall”, Moderna Museet, Sztokholm, Szwecja (CUKT)
- 1999 „Public relations”, Centrum Sztuki Współczesnej „Łaźnia”, Gdańsk (CUKT)
- 1999 „Oikos”, Muzeum im. Leona Wyczółkowskiego, Bydgoszcz
- 2000 „After the wall”, Nueue Nationalgalerie, Hamburger Bahnhof, Berlin, Niemcy (CUKT)
- 2000 „Negocjatorzy sztuki”, Centrum Sztuki Współczesnej Łaźnia, Gdańsk (CUKT)
- 2000 „Scena 2000”, Centrum Sztuki Współczesnej Zamek Ujazdowski, Warszawa
- 2001 „In between – art from Poland”, Chicago Culture Center, Chicago, Stany Zjednoczone (CUKT)
- 2001 „Ciała digitalne” Muzeum Ludwiga, Budapeszt, Węgry
- 2001 „Invasion”, Mołdawia
- 2002 „Matrix of collaboration”, Centrum Sztuki Współczesnej, Kijów, Ukraina
- 2002 „Transemdiale international media art festiwal”, Berlin, Niemcy
- 2002 „Art in public spaces”, Kunsthalle, Wiedeń, Austria
- 2002 „Artificial emotions”, ITAU Center, São Paulo, Brazylia
- 2002 „Freiherit”, Rebell Minds Gallery, Berlin, Niemcy
- 2003 „Prague biennele”, Praga, Czechy
- 2003 „Fair Moscow”, Gelman Gallery, Moskwa, Rosja
- 2004 „Za czerwonym horyzontem”, Centrum Sztuki Współczesnej Zamek Ujazdowski, Warszawa
- 2004 „BHP”, Instytut Sztuki Wyspa, Gdańsk
- 2005 „Polska. Medium, cień, wyobrażenie”, Centrum Sztuki Współczesnej Zamek Ujazdowski, Warszawa
- 2006 „Come into my world – Łódź Biennale 2006”, Patio Centrum Sztuki, Łódź
- 2006 „Nomadowie współczesności”, Centrum Sztuki Współczesnej „Łaźnia”, Gdańsk
- 2006 „L.H.O.O.Q.”, Galeria Piekary, Poznań
- 2006 „Barwy klubowe”, Galeria F.A.I.T., Kraków
- 2006 „East's Desires”, Outpost Gallery, Norwich, Anglia
- 2006 „Polyphony of images”, Instytut Kultury Polskiej, Nowy Jork, Stany Zjednoczone
- 2007 „Ukryta ścieżka” Gdańsk
- 2007 „Chodź, odpowiem Ci pewną historię”, Galeria Manhattan, Łódź

## Nagrody i wyróżnienia
- 1995: I nagroda na festiwalu WRO - Międzynarodowym Biennale Sztuki Mediów
- 1997: II nagroda na festiwalu WRO - Międzynarodowym Biennale Sztuki Mediów
- 2003: nominacja do nagrody „Spojrzenia” Fundacji Kultury Deutsche Bank
- 2008: Nagroda Prezydenta Miasta Gdańska w Dziedzinie Kultury z okazji jubileuszu 10-lecia miejskiej instytucji kultury Centrum Sztuki Współczesnej „Łaźnia”[2]